# Fala de bebê
A expressão fala de bebê se refere ao modo de falar mais alto e cantado que os pais de um bebê geralmente adotam para se comunicar com ele, e que pode de acordo com alguns estudos ter origens biológicas.